# The Distance (Funeral for a Friend)
The Distance è un singolo promozionale della band gallese Funeral for a Friend, pubblicato il 3 gennaio 2013 come seconda canzone tratta dall'album del 2013 Conduit. Il 16 gennaio ne è stato caricato su YouTube anche il lyric video.

## Critica
Il mensile scozzese The Skinny giudica The Distance come il pezzo forte dell'album, in particolare per l'incisività del suo ritornello melodico. Apprezzamenti anche da Entertainment Focus, che paragona il sentimento espresso da Matt nel testo a quello di oppressione che tutti hanno più o meno sperimentato nei pomeriggi di lezione quando fuori c'è il sole e l'unica cosa che si desidera è uscire a giocare.

## Testo
Come per le altre canzoni dei Funeral for a Friend, il testo di The Distance è stato scritto dal cantante Matt Davies, e, come lui stesso ha spiegato, "parla della vita nel pulmino del tour quando in estate abbiamo dovuto viaggiare in Paesi stranieri e diventavamo matti perché c'era un solo finestrino che si apriva e mancava l'aria condizionata". Più precisamente Matt ha poi spiegato che il testo è direttamente riferito al tour europeo in supporto dei Linkin Park nel 2009.

## Video
Il video è stato diretto da Ben Thornley del gruppo Sitcom Soldiers il 6 e 7 dicembre 2012 a Manchester, e vede la partecipazione di una comparsa scelta tra i fan che avevano inviato via mail la richiesta di partecipazione nel video. Il video, riprendendo anche le parole del testo, raffigura la band in vari momenti della giornata durante gli spostamenti nel proprio pullmino, mentre i componenti dormono, ascoltano la musica, guidano, fanno battaglie di cuscini e fanno l'autostop ad un signore che lo chiede sul lato della strada. Alla fine del video, i cinque membri del gruppo saltano dal proprio furgone su un altro con una voce che urla "forza, forza, forza! Su!".
Nel video è stato nascosto un link che appare passando il mouse sul rettangolo del video su YouTube; cliccandoci sopra, si viene reindirizzati ad un video in cui la band si congratula con chi l'ha trovato, e nella cui descrizione è presente il link per accedere all'estrazione di 2 biglietti meet and greet per il concerto a Londra della band, il 18 febbraio 2013.

## Formazione
- Matt Davies - voce
- Kris Coombs-Roberts - chitarra
- Gavin Burrough - chitarra
- Pat Lundy - batteria
- Richard Boucher - basso